# Guangyuan
Guangyuan (en chino, 广元; pinyin, Gǔangyúan (escuchar)ⓘ) es una ciudad-prefectura en la provincia de Sichuan, República Popular de China. A una distancia aproximada de 260 kilómetros de la capital provincial. Limita al norte con la provincia de Shaanxi, al sur con Nanchong, al oeste con Mianyang y al este con  Bazhong. Su área es de 16 313 km² y su población total para 2010 superó los 2,48 millones de habitantes. 

## Administración
La ciudad prefectura de Guangyuan se divide en 7 localidades que se administran en 3 distritos urbanos y 4 condados rurales.
- Distrito Lizhou 利州区
- Distrito Zhaohua 元坝区
- Distrito Chaotian 朝天区
- Distrito Wangcang 旺苍县
- Distrito Qingchuan 青川县
- Condado Jiange 剑阁县
- Condado Cangxi 苍溪县

## Toponimia
El topónimo Guangyuan [/kúang-yúan/] se compone de los sinogramas Guang que significa 'extenso'  y Yuan (元) se refiere a la dinastía Yuan, juntos, Guang Yuan se interpreta 'Extender [la dinastía] Yuan', lo que refleja la importancia estratégica y el deseo expansionista durante ese período.
Antes de la dinastía Yuan, la ciudad se llamaba Xiameng (霞萌) que significa "amanecer brumoso" , este nombre evocaba la belleza natural de la región y su importancia como un punto de paso clave en las rutas comerciales y militares.

## Historia
En el período de los Reinos Combatientes (475-221 aC), esta zona fue controlada principalmente por el Reino Shu. Durante la dinastía Han  (206 aC - 220 AD), la región se desarrolló como un centro administrativo y militar clave. Se construyeron caminos y fortificaciones para facilitar el comercio y la defensa, especialmente en las Montañas Jianmen, que servían como barrera natural.
Guangyuan ganó mayor prominencia durante la dinastía Tang. Es conocida por ser la cuna de Wu Zetian , la única mujer en la historia China de llevar el título de emperatriz reinante y dejó un legado duradero en la región, debido a esto, la ciudad ha sido apodada como el "Lugar de nacimiento de la Emperatriz". En este período, se construyeron templos y monumentos budistas, como las Grutas de Huangze, que aún se conservan. 
En 2008, Guangyuan sufrió daños significativos durante el  gran terremoto de Wenchuan de magnitud 7.9, desde entonces se ha recuperado considerablemente.